# Allsvenskan 2017/18 der Frauen
Die Allsvenskan 2017/18 ist die Austragung der zweithöchsten schwedischen Unihockeyliga der Saison 2017/2018.

## Modus
Die zweithöchste schwedische Liga ist in vier Gruppen unterteilt. Die Unterteilung erfolgt nach geografischen Kriterien. Die ersten zwei der regulären Saison spielen um den Aufstieg in die höchste schwedische Spielklasse, die SSL. Für den Rang 3 bis 5 ist die Saison mit dem letzten Spiel der regulären Saison beendet. Mannschaften auf den Rängen 6 bis 8 steigen direkt in die Division 1 ab. Dabei werden sie wieder nach geografischen Kriterien zugeordnet.

## Allsvenskan Norra

### Hauptrunde
Die Hauptrunde wird zwischen dem 19. September 2017 und dem 11. März 2018 ausgetragen. Die Allsvenskan Norra wird mit dem Spiel zwischen RIG Umeå IBF und IBF Dalen eröffnet.

#### Teilnehmer
| Mannschaft            | Ortschaft    |
| --------------------- | ------------ |
| IBF Dalen             | Dalen        |
| IKSU Ungdom           | Umeå         |
| Klockarbergets BK     | Kvissleby    |
| Notvikens IK          | Luleå        |
| RIG Umeå IBF          | Umeå         |
| Sundsvalls IBF        | Sundsvall    |
| Team Thorengruppen SK | Umeå         |
| Örnsköldsvik IBK      | Örnsköldsvik |

#### Tabelle
| Pl. | Mannschaft            | Sp | S  | O (SD) | V  | T   | T   | TD   | P  |
| --- | --------------------- | -- | -- | ------ | -- | --- | --- | ---- | -- |
| 1.  | RIG Umeå IBF          | 22 | 18 | 2 (0)  | 2  | 151 | 69  | 82   | 56 |
| 2.  | Örnsköldsvik IBK      | 22 | 14 | 5 (0)  | 3  | 126 | 82  | 44   | 47 |
| 3.  | Team Thorengruppen SK | 22 | 11 | 2 (1)  | 9  | 136 | 97  | 39   | 36 |
| 4.  | IKSU Ungdom           | 22 | 9  | 3 (0)  | 10 | 120 | 107 | 13   | 30 |
| 5.  | Sundsvalls IBF        | 22 | 10 | 0 (0)  | 12 | 114 | 106 | 8    | 30 |
| 6.  | Notvikens IK          | 22 | 3  | 2 (0)  | 17 | 66  | 131 | −65  | 11 |
| 7.  | IBF Dalen             | 22 | 2  | 1 (0)  | 19 | 80  | 132 | −52  | 7  |
| 8.  | Klockarbergets BK     | 22 | 1  | 0 (0)  | 21 | 51  | 229 | −178 | 3  |

## Allsvenskan Östra

### Hauptrunde
Die Hauptrunde wird zwischen dem 22. September 2017 und dem 10. März 2018 ausgetragen. Die Allsvenskan Östra wird mit dem Spiel zwischen Strömsbro IF und Hammarby IF IBF eröffnet.

#### Teilnehmer
| Mannschaft             | Ortschaft  |
| ---------------------- | ---------- |
| Bele Barkarby IF IBF   | Järfälla   |
| Hammarby IF IBF        | Stockholm  |
| IBF Falun              | Falun      |
| Stenhagens KK          | Uppsala    |
| Strömsbro IF           | Gävle      |
| Tyresö Trollbäcken IBK | Skoghall   |
| Åkersberga IBF         | Åkersberga |
| Älvsjö AIK IBF         | Stockholm  |

#### Tabelle
| Pl. | Mannschaft             | Sp | S  | O (SD) | V  | T   | T   | TD  | P  |
| --- | ---------------------- | -- | -- | ------ | -- | --- | --- | --- | -- |
| 1.  | IBF Falun              | 22 | 14 | 3 (1)  | 5  | 143 | 99  | 44  | 46 |
| 2.  | Strömsbro IF           | 22 | 15 | 1 (0)  | 6  | 117 | 92  | 25  | 46 |
| 3.  | Älvsjö AIK IBF         | 22 | 14 | 2 (1)  | 6  | 121 | 82  | 39  | 45 |
| 4.  | Hammarby IF IBF        | 22 | 13 | 4 (1)  | 5  | 148 | 103 | 45  | 44 |
| 5.  | Bele Barkarby IF IBF   | 22 | 12 | 1 (0)  | 9  | 90  | 84  | 6   | 37 |
| 6.  | Åkersberga IBF         | 22 | 10 | 3 (0)  | 9  | 97  | 105 | −8  | 33 |
| 7.  | Tyresö Trollbäcken IBK | 22 | 8  | 6 (2)  | 8  | 95  | 95  | 0   | 32 |
| 8.  | Stenhagens KK          | 22 | 3  | 3 (1)  | 16 | 76  | 118 | −42 | 13 |

## Allsvenskan Västra

### Hauptrunde
Die Hauptrunde wird zwischen dem 22. September 2017 und dem 10. März 2018 ausgetragen. Die Allsvenskan Västra wird mit dem Spiel zwischen Hagfors IF Uddeholm und der Nachwuchsmannschaft vom Karlstad IBF eröffnet.

#### Teilnehmer
| Mannschaft                 | Ortschaft |
| -------------------------- | --------- |
| Fröjereds IF               | Tidaholm  |
| Hagfors IF Uddeholm        | Hagfors   |
| IBK Lockerud Mariestad     | Mariestad |
| Karlstad IBF Ungdom        | Karlstad  |
| Rönnby Västerås IBK Ungdom | Västerås  |
| Skoghalls IBK              | Skoghall  |
| Västerås IBS               | Västerås  |
| Västra Mälardalen IB       | Köping    |

#### Tabelle
| Pl. | Mannschaft                 | Sp | S  | O (SD) | V  | T   | T   | TD  | P  |
| --- | -------------------------- | -- | -- | ------ | -- | --- | --- | --- | -- |
| 1.  | IBK Lockerud Mariestad     | 22 | 16 | 4 (2)  | 2  | 141 | 79  | 62  | 54 |
| 2.  | Västerås IBS               | 22 | 16 | 0 (0)  | 6  | 125 | 82  | 43  | 48 |
| 3.  | Västra Mälardalen IB       | 22 | 14 | 2 (0)  | 6  | 87  | 72  | 15  | 44 |
| 4.  | Fröjereds IF               | 22 | 12 | 2 (0)  | 8  | 138 | 127 | 11  | 38 |
| 5.  | Skoghalls IBK              | 22 | 10 | 5 (3)  | 7  | 102 | 94  | 8   | 38 |
| 6.  | Rönnby Västerås IBK Ungdom | 22 | 7  | 5 (2)  | 10 | 88  | 88  | 0   | 28 |
| 7.  | Hagfors IF Uddeholm        | 22 | 7  | 3 (0)  | 12 | 104 | 120 | −16 | 24 |
| 8.  | Karlstad IBF Ungdom        | 22 | 6  | 1 (0)  | 15 | 76  | 102 | −26 | 19 |

## Allsvenskan Södra

### Hauptrunde
Die Hauptrunde wird zwischen dem 16. September 2017 und dem 11. März 2018 ausgetragen. Die Allsvenskan Södra wird mit dem Spiel zwischen Lindome IBK und dem IBK Göteborg eröffnet.

#### Teilnehmer
| Mannschaft           | Ortschaft |
| -------------------- | --------- |
| FBC Kalmarsund       | Kalmar    |
| IBF Linköping        | Linköping |
| IBK Göteborg         | Göteborg  |
| IBK Lund Elit        | Lund      |
| Lindome IBK          | Lindome   |
| Linköping IBK Ungdom | Linköping |
| Pixbo Wallenstam IBF | Mölnlycke |
| Åstorp/Kvidinge IBS  | Åstorp    |

#### Tabelle
| Pl. | Mannschaft           | Sp | S  | O (SD) | V  | T   | T   | TD  | P  |
| --- | -------------------- | -- | -- | ------ | -- | --- | --- | --- | -- |
| 1.  | IBK Göteborg         | 22 | 20 | 1 (0)  | 1  | 150 | 65  | 85  | 61 |
| 2.  | FBC Kalmarsund       | 22 | 14 | 3 (0)  | 5  | 112 | 59  | 53  | 45 |
| 3.  | IBF Linköping        | 22 | 9  | 5 (1)  | 8  | 85  | 90  | −5  | 33 |
| 4.  | IBK Lund Elit        | 22 | 6  | 3 (3)  | 13 | 77  | 116 | −39 | 24 |
| 5.  | Åstorp/Kvidinge IBS  | 22 | 7  | 1 (0)  | 14 | 85  | 114 | −29 | 22 |
| 6.  | Lindome IBK          | 22 | 5  | 2 (0)  | 15 | 71  | 100 | −29 | 17 |
| 7.  | Pixbo Wallenstam IBF | 22 | 4  | 2 (0)  | 16 | 69  | 149 | −80 | 14 |
| 8.  | Linköping IBK Ungdom | 22 | 3  | 1 (1)  | 18 | 73  | 126 | −53 | 11 |

## Playoffs

### 1. Runde
Die ersten beiden Mannschaften in den jeweiligen Gruppe qualifizieren sich für die Playoffs.
|                        |   |                       | Serie | 1   | 2   | 3 |
| ---------------------- | - | --------------------- | ----- | --- | --- | - |
| Örnsköldsvik IBK       | – | Strömsbro IF          | -:-   | -:- | -:- | – |
| IBF Falun              | – | Team Thorengruppen SK | -:-   | -:- | -:- | – |
| IBK Lockerud Mariestad | – | FBC Kalmarsund        | -:-   | -:- | -:- | – |
| IBK Göteborg           | – | Västerås IBS          | -:-   | -:- | -:- | – |

### 2. Runde
|  |   |  | Serie | 1   | 2   | 3 |
|  | - |  | ----- | --- | --- | - |
|  | – |  | -:-   | -:- | -:- | – |
|  | – |  | -:-   | -:- | -:- | – |